# Melinidinae
Melinidinae je podtribus trava u tribusu, Paniceae, dio potporodice Panicoideae. Postoji 15 priznatih rodova.

## Rodovi
Popis rodova
1. Chaetium Nees (3 spp.)
2. Eccoptocarpha Launert (1 sp.)
3. Eriochloa Kunth (32 spp.)
4. Batochloa Salariato & Zuloaga (1 sp.)
5. Rupichloa Salariato & Morrone (2 spp.)
6. Thuarea Pers. (2 spp.)
7. Urochloa P. Beauv. (99 spp.)
8. Brachiaria (Trin.) Griseb. (28 spp.)
9. Scutachne Hitchc. & Chase (1 sp.)
10. Megathyrsus (Pilg.) B. K. Simon & S. W. L. Jacobs (5 spp.)
11. Yvesia A. Camus (1 sp.)
12. Leucophrys Rendle (1 sp.)
13. Melinis P. Beauv. (23 spp.)
14. Moorochloa Veldkamp (3 spp.)
15. Tricholaena Schrad. (4 spp.)